# ييراكارو (ثيسالونيكي)
ييراكارو (Γερακαρού) هي مدينة في ثيسالونيكي في مقاطعة فوريا إلادا في اليونان.
يبلغ عدد سكانها حوالي 1339 نسمة.